# O salário está baixo

Imagem do artigo

"O salário está baixo" é um artigo escrito pelo então capitão do Exército Brasileiro Jair Bolsonaro em 1986, publicado na revista Veja, onde ele criticava os baixos salários dos militares. O artigo teve repercussão e tornou Bolsonaro imagem pública, posteriormente levando-o a ser preso por 15 dias.

## Contexto

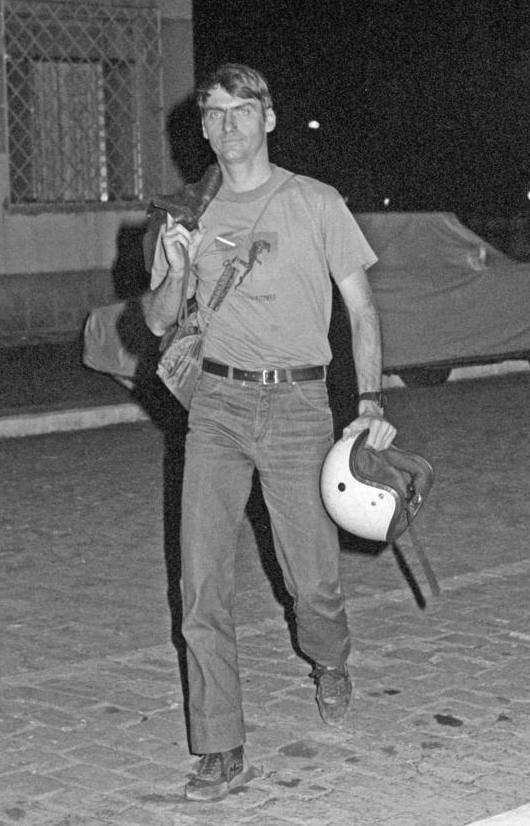
Jair Bolsonaro em 1986

Jair Messias Bolsonaro entrou para o Exército durante a ditadura militar brasileira, tendo se formado na Academia Militar das Agulhas Negras (AMAN) em 1977. Ele integrava a equipe de paraquedistas, já tendo feito mais de 500 saltos e estando no quadro de acesso ao posto de major. Documentos produzidos pelo Exército Brasileiro na década de 1980 mostram que os superiores de Bolsonaro o avaliaram como dono de uma "excessiva ambição em realizar-se financeira e economicamente".
Na edição 939 da revista Veja, da semana de 3 de setembro de 1986, na seção "Ponto de Vista", foi publicado o artigo "O salário está baixo", em que Bolsonaro, servindo como capitão no 8.º Grupo de Artilharia de Campanha, reclamava de uma "situação crítica" dos militares com relação aos salários, que, segundo Bolsonaro, estavam defasados por conta da inflação e falta de reajuste. Ele notou que "um capitão com oito a nove anos de permanência no posto recebe [...] exatos 10.433 cruzados por mês". Acusou que essa era a causa "da evasão, até agora, de mais de oitenta cadetes da [AMAN]. Eles solicitaram desligamento. Não foram expulsos, como sugere o noticiário". Além disso, ele alegava que, com exceção dos militares que serviam em Brasília — que dispunham de casas do próprio Exército, com taxas baixas — outros militares sofriam com os altos aluguéis, além de problemas com os colégios dos filhos e outras obrigações. Ele terminou o artigo dizendo: "Sou um cidadão brasileiro cumpridor dos meus deveres, patriota e portador de uma excelente folha de serviços. Apesar disso, não consigo sonhar com as necessidades mínimas que uma pessoa do meu nível cultural e social poderia almejar [...] Brasil acima de tudo".

## Reações

### Militares
O ministro do Exército, Leônidas Pires Gonçalves, inicialmente declarou que considerava a publicação de "O salário está baixo" um "ato de indisciplina inadmissível". Ele fez reuniões para discutir a prisão de Bolsonaro, o que foi feito; Bolsonaro ficou preso por 15 dias pois teria cometido "transgressão grave", acusado de "ter ferido a ética, gerando clima de inquietação no âmbito da organização militar" e também "por ter sido indiscreto na abordagem de assuntos de caráter oficial". No entanto, a atitude de seus superiores provocou também a reação de oficiais da ativa e da reserva. Bolsonaro recebeu cerca de 150 telegramas de solidariedade, além do apoio de oficiais do Instituto Militar de Engenharia (IME) e de mulheres de oficiais, que realizaram manifestação em frente ao complexo militar da Praia Vermelha, no Rio de Janeiro. O coronel Bazarov foi preso por dez dias por apoiar uma carta de sua esposa enviada a um jornal do Rio Grande do Sul aplaudindo o artigo de Bolsonaro, e ficou preso por mais oito após reafirmar que os salários de militares estavam baixos.
Em 1988, foi absolvido pelo Superior Tribunal Militar (STM).

### Externas
Com "O salário está baixo", Bolsonaro tornou público o debate dos salários dos militares, e ganhou projeção nacional. Até então, ele só havia sido citado em algumas notícias no início dos anos 70, que tratavam de seu ingresso na escola de cadetes no interior de São Paulo. Retrospectivamente, portanto, o Migalhas avaliou que o artigo marcou o nascimento político de Bolsonaro.
O artigo teve grande repercussão na revista e por jornais do Brasil, que repercutiram o tumulto causado pelo artigo no comando do Exército. João Alberto Ferreira escreveu um artigo ao Jornal do Brasil criticando "O salário está baixo", notando: "Muito mais baixos do que os salários dos militares estão os de seus colegas civis". Leonardo Mota Neto escreveu ao Correio Braziliense que o artigo "bem expressa a coragem com que os jovens oficiais do Exército encaram a problemática salarial e, em extensão, o drama social do País". Em outro artigo para o mesmo jornal, Josemar Dantas escreveu que "O salário está baixo", "embora resulte de uma decisão individual, na verdade reflete a generalizada inconformidade dos militares com a drástica perda do poder aquisitivo de seus salários".